# Leptataspis flavomarginata
Leptataspis flavomarginata är en insektsart som beskrevs av Schmidt 1927. Leptataspis flavomarginata ingår i släktet Leptataspis och familjen spottstritar. Inga underarter finns listade i Catalogue of Life.